# Stoke City FC
A Stoke City Football Club egy Stoke-on-Trent-i székhelyű angol futballcsapat. A labdarúgóliga második legrégebben alapított csapata. Jelenleg az angol másodosztályban a Championshipben futballoznak.
A klub beceneve "The Potters", azaz Fazekasok, amit a városban lévő sok fazekasműhely miatt kapott. Hazai szerelésük egy piros-fehér csíkos mezből, fehér nadrágból és fehér sportszárból áll. A Stoke jelenlegi tulajdonosa a Kingsdrove Road Limited, mely a Bet365 fogadóiroda leányvállalata. 1999 és 2006 között az izlandi kezekben lévő Stoke Holding birtokolta őket.
Hazai meccseiket az 1997-ben megnyitott bet365 Stadionban (régi nevén Britannia Stadion) játsszák. Előtte a Victoria Ground volt az otthonuk, melyet 119 éven át használtak.
2008-as feljutásuk előtt utoljára az 1984–85-ös szezonban szerepeltek az élvonalban, akkor 17 ponttal kiestek, ami 21 éven keresztül negatív rekord volt. 1972-ben megnyerték a Ligakupát, ami az első nagy trófeájuk volt.

## Klubtörténet

### Megalakulás
A Stoke City FC, az Angol Labdarúgó Liga egyik legöregebb csapata, 1863-ban alakult Stoke Ramblers néven. Alapítói a Chartenhouse Iskola North Staffordshire Vasútnál gyakorlatozó tanulói voltak. Első, dokumentált meccsüket 1868 októberében játszották az EW May XV ellen. Az egyik alapító, Henry Almond volt a kapitány és ő lőtte az első gólt. Ebben az időben a Victoria Cricket Groundon játszották hazai meccseiket, majd 1875-ben átköltöztek a Sweetings Fieldre.
1878-ban a csapat egyesült a Stoke Victoria Cricket Clubbal és nevet váltott (Stoke Football Club). A Sweetings Fieldről átköltöztek az Athletic Club nevű pályára, melyet hamar Victoria Groundra kereszteltek. Ekkoriban került használatba a piros-fehér csíkos szerelés is. 1885 augusztusában profi státuszt kaptak.
A Stoke 1888-ban alapító tagja lett a ligának, de az első két szezonban (1888/89, 1889/90) az utolsó helyen végzett. 1914-ben kitört az első világháború, így 1919-ig szünetelt a bajnokság. Ebben az időben területi bajnokságokban szerepelt a csapat.

### A Victoria Gound és Stanley Matthews
A klub 1919-ben megvásárolta a Victoria Groundot, így már átalakításokat is végezhettek rajta. Megépült a Butler Street lelátó, mellyel 50 000 férőhelyes lett a létesítmény. 1925-ben Stoke-on-Trent városi rangot kapott, így 1928-ban a csapat még egyszer, utoljára nevet változtatott, ekkor lett Stoke City FC
Az 1930-as években debütált a csapatban egy nagyszerű képességű játékos, Stanley Matthews. 1932 márciusában, 17 évesen mutatkozhatott be a felnőttek között a Bury ellen. Az évtized végére Matthews stabil angol válogatott lett és a kora generációjának egyik legjobbjává nőtte ki magát. A Stoke az 1932–33-as szezonban bajnok lett a másodosztályban, így feljutott a First Divisionba. Matthews ebben az évadban mindössze 15 meccsen léphetett pályára. A Port Vale elleni 3–1-es győzelem során megszerezte első gólját.
1934-re az átlag nézőszám stabilan 23 000 fő fölött volt, így az akkori menedzsernek, Tom Mathernek nem voltak gondjai az átigazolásokra kapott összegekkel. A City Anglia egyik legerősebb csapatává vált, 1937-ben 10–3 arányban legyőzték a West Bromot, ez máig élő klubrekord. Ugyanebben az évben született meg a nézőcsúcs az Arsenal ellen és Freddie Steele szezonban lőtt 33 gólja is egyedülálló teljesítmény.

### Hanyatlás
A második világháború kitörése megakadályozta a gárda további fejlődését, hiszen az 1939–40-es idény már az elején megszakadt és bajnokság hat évig szünetelt. A visszatérés utáni szezonban a Stoke-ot a Boltonnal sorsolták össze az FA-kupában, az idegenbeli meccsen leszakadt a lelátó 33 szurkoló halálát és további 520 sérülését okozva. Az 1946–47-es évadban a Fazekasoknak nagy esélyük volt a bajnokság megnyerésére, de az utolsó fordulóban kikaptak a Sheffield Unitedtől, így a Liverpool lett a bajnok. Stanley Matthews ekkor úgy döntött, hogy karrierjét a Blackpoolnál folytatja.
Az 1952–53-as szezonban utolsó előtti lett a csapat, így kiesett az élvonalból, ráadásul Bob McGory is távozott a kispadról 17 év után.

### A Tony Waddington-éra
1960 nyarán Tony Waddington lett a gárda menedzsere. Ő 1952-ben került a klubhoz és az edzéseken segédkezett, majd öt évvel később menedzserasszisztenssé léptették elő. Waddington mindenki nagy meglepetésére visszacsábította a már 46 éves Matthewst, 14 évvel eladása után. A zseniális szélső visszatérése után nyolcadik lett a csapat, majd az 1962–63-as szezonban bajnokok lettek és feljutottak. Az élvonalban a tabella közepén végeztek, de bejutottak a Ligakupa (akkor még kétfordulós) döntőjébe, ahol viszont kikaptak a Leicestertől.
Waddington látszólag a tapasztalat híve volt, hiszen olyan játékosokat igazolt, mint Dennis Viollet, Jackie Mudie, Roy Vernon, Maurice Setters vagy Jimmy McIlroy, akik mind a karrierjük kései szakaszában jártak. 1965-ben Matthewst lovaggá ütötték a futballért tett szolgálatai miatt. Nem sokkal később lejátszotta 701. és egyben utolsó bajnoki meccsét, a Fulham ellen, ekkor már 50 éves volt. Két évvel ezután Gordan Banks, az 1966-os világbajnok kapus a Stoke-hoz került, ekkoriban őt tartották a világ legjobb hálóőrének. Banks bizonyította képességeit és sokat segített csapatának a bent maradásban. 1967 nyarán az Egyesült Államokban megrendezésre került egy 12 csapatos, 2 csoportból álló bajnokság, melyen a meghívott csapatoknak új nevet kellett választaniuk. A Fazekasokat is meghívták, akik Cleveland Stokers néven játszottak a keleti csoportban. Mindössze egy ponttal lemaradva lettek másodikok, így elestek a döntőtől.
Első nagy trófeájukat 1972. március 4-én nyerték. A Ligakupa kerülhetett a vitrinjükbe a Chelsea 2–1-es legyőzése után. A döntőbe vezető úton 11 meccset játszottak, ebből négyet a West Ham ellen, mivel a kétfordulós elődöntőt kétszer játszották újra. A Stoke ebben az időben az FA-kupában is jól menetelt az 1970–71-es és az 1971–72-es idényben is eljutottak az elődöntőig, de mindkétszer az Arsenal búcsúztatta őket megismételt találkozón. 1975 óta ebben a sorozatban nem sikerült élvonalbeli ellenfelet kiejteniük.
1976 januárjában egy vihar leszakította a Butler Stand lelátó tetejét, a javítási költség 250 000 font volt, ami miatt pénzügyi gondjai támadtak a csapatnak. Ennek orvoslása érdekében meg kellett válniuk Alan Hudsontól, Mike Pejic-től és Jimmy Greenhofftól. A három játékos eladása körülbelül 440 000 fontot hozott a klub konyhájára. Az 1976–77-es évadban a City nem tudta elkerülni a kiesést, ráadásul Waddington is távozott.

### A megfelelő menedzser keresése
1977 márciusában George Eastham lett a vezetőedző, de nem tudta elkerülni a kiesést. Eastham nem sokáig maradt, mindössze 10 hónap után Alan Durban váltotta, aki az 1978–79-es szezonban feljuttatta a Stoke-ot a First Divisionba. Miután megszilárdította a klub helyét az élvonalban, 1981-ben a Sunderlandhoz szerződött. Durban utódja Ritchie Barker lett, akit a csapat gyenge szereplése miatt 1983 decemberében kirúgtak. Helyére Bill Asprey érkezett, akinek fő feladata a bent maradás elérése volt, ez sikerült is az 1983–84-es idény utolsó napján. Ebben nagy szerepet játszott a visszacsábított Alan Hudson szereplése.
A következő szezont a szurkolók csak a "Holokauszt"-ként emlegetik, hiszen szörnyen rosszul szerepeltek kedvenceik, mindössze háromszor sikerült nyerniük és 17 ponttal estek ki, ami hosszú ideig negatív rekord volt. Mick Mills lett a menedzser, aki nem tudta feljuttatni a csapatot, 1989-ben mennie kellett, mivel akadozott a gépezet körülbelül 1 millió font átigazolási pénz elköltése után is. Ifjabb Alan Ball követte, aki 10 éven belül már az ötödik menedzser volt a Victoria Groundon.
Ball alatt szenvedett a Stoke és 1990-ben ki is esett a másodosztályból, miután utolsóként végzett. A mester megtarthatta munkáját a következő szezonra, de 1991 februárjában kirúgták, a csapat mindössze 15. lett a harmadosztályban.
Ballt Lou Macari követte, aki megnyerte a Labdarúgó Liga Trófeát a Stockport County 1–0-s legyőzésével. Az 1992–93-as szezonban a Fazekasok megnyerték a harmadosztály küzdelmeit. 1993 októberében Macari távozott, Mark Steint pedig akkori klubrekordnak számító 1,5 millió fontért leigazolta a Chelsea.
Joe Jordan lett a menedzser, de kevesebb, mint egy év után mennie kellett, ezután visszatért Macari, akivel negyedik lett a csapat 1996-ban, de a rájátszás döntőjében kikapott a Leicestertől.

### A Britannia Stadion és izlandi felvásárlás
Az 1997–98-as szezon kezdete előtt a Stoke beköltözött új otthonába, a Britannia Stadionba, miután 119 évet töltött a Victoria Groundon. Chris Bates lett az új stadionban az első menedzser, de megbízatása nem szólt sokáig, Chris Kamara követte őt 1998 januárjában, de áprilisában már távoznia is kellett. Durban visszatért, hogy vele fejezze be a szezont a csapat, de nem tudta elkerülni a kiesést. A Stoke tehát ismét a harmadosztályba került. A korábbi Aston Villa-menedzser, Brian Little ült le a kispadra az 1998–99-es szezonban. Jól kezdett a City, de később drámaian visszaesett a gárda teljesítménye, így Little-nek mennie kellett. Gary Megson érkezett, de mindössze négy hónap jutott neki, mivel egy izlandi vezetőségű cég, a Stoke Holding lett a klub többségi tulajdonosa és ők úgy döntöttek, hogy leváltják a mestert. Megson helyére az izlandi Gudjon Thordarson került. Egyébként a Stoke City lett az első nem izlandi futballcsapat, mely izlandi tulajdonosok kezébe került.
Az 1999/00-es szezonban a csapat ismét megnyerte a Labdarúgó Liga Trófeát, ezúttal a Bristol City legyőzésével. Harmadszori próbálkozása, 2001-ben végre a feljutás is összejött. Ekkor ötödikek lettek, a rájátszás elődöntőjében legyőzték a Cardiff Cityt, a döntőben pedig a Brentfordot múlták felül. Annak ellenére, hogy Thordarson teljesítette a fő célkitűzést, kirúgták.
Steve Cotterill lépett az izlandi helyébe a 2002–03-as szezon elején, de négy hónap után távozott. Tony Pulis lett az új mester, aki az idény utolsó napján, a Reading legyőzésével kiharcolta a bent maradást. 2005-ben mennie kellett, mivel nézeteltérésbe keveredett a vezetőkkel.
A holland Johan Boskamp lett Pulis utódja, aki klubrekordnak számító összegért, körülbelül 1 millió fontért leigazolta Sambegou Bangurát. Az új játékosokra költött nagy összegek ellenére a Stoke mindössze a tabella középső részén zárta a szezont. 2006. május 23-án Peter Coates felvásárolta a csapatot, így az izlandiaknak mennie kellett. Coates visszahívta Pulist. A 2006–07-es szezonban nem sokkal a rájátszást érő helyek alatt, nyolcadikként végeztek, ezt követően viszont már rájátszásra sem volt szükségük, az elért második hellyel automatikusan feljutottak.

### Visszatérés az élvonalba

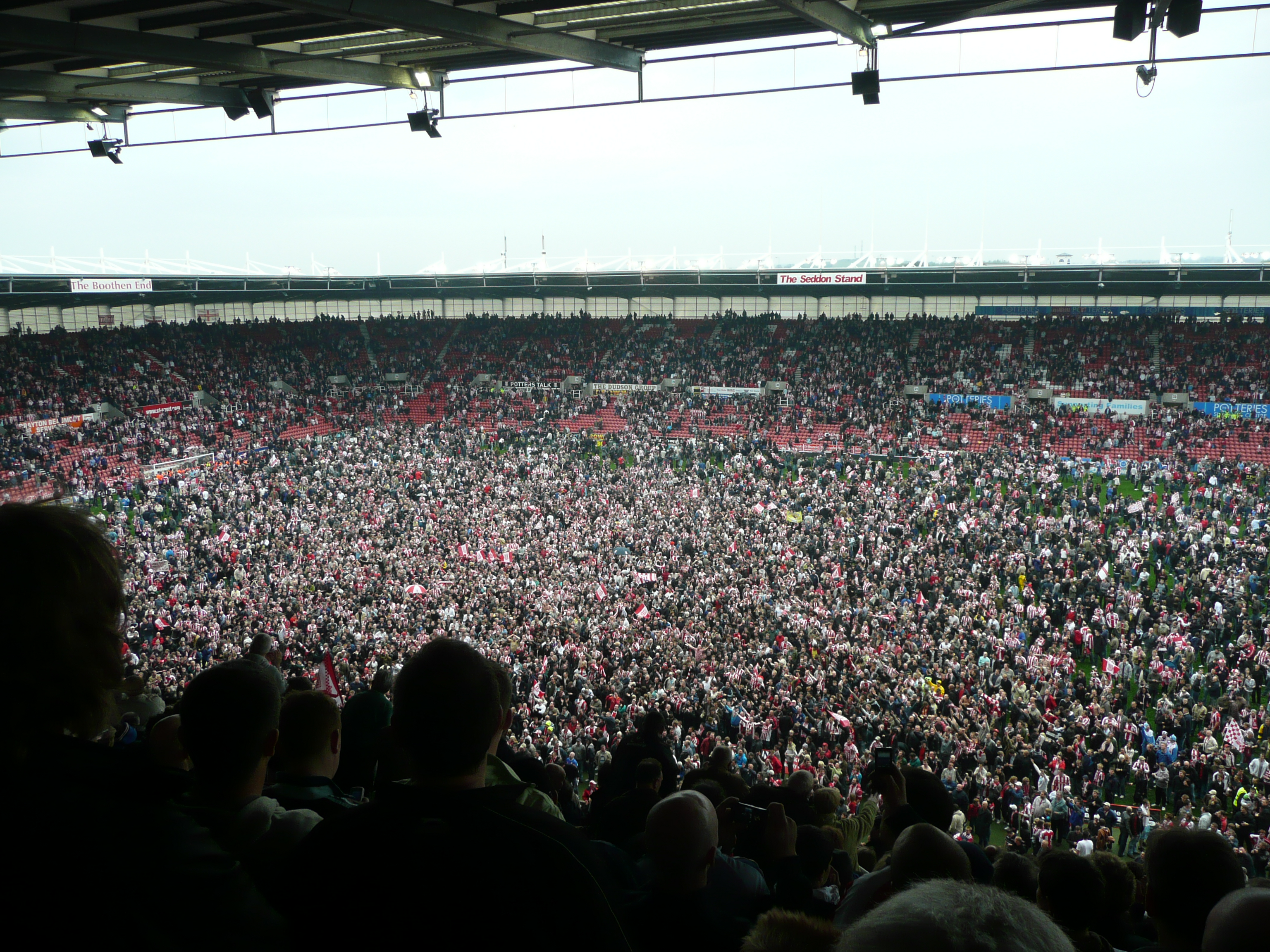
A szurkolók ünneplik csapatuk feljutását

A Stoke a szezon végén, a Leicester elleni gólnélküli döntetlennel biztosította a Premier League-be való automatikus feljutását. A feljutásért körülbelül 35 millió fontot kap a csapat és további 30 millió folyik majd a kasszájukba a televíziós jogdíjakból.

## Kabala
A Citynek két kabalája van, Pottermus és női változata, Pottermiss. Pottermus akkor "született", amikor a csapat a Britannia Stadionba költözött, Pottermissre 2002-ig kellett várni. Pottermus arról híres, hogy bőrkabátban motorozik a pálya körül. Ő az egyetlen kabala, akinek jogosítványra van szüksége. Kétszer megnyerte a legötletesebb kabala díjat. Szívesen akasztja össze a bajszát más csapatok kabaláival, a Nuneaton Borough oroszlánjának például leszedte a fejét.

## Amerikai partnercsapat
2008 januárjában a Stoke partnerszerződést kötött az Austin Aztex nevű amerikai csapattal, mely 2009-ben csatlakozik majd az Egyesült Államok Labdarúgó Ligájához. A két csapat meg fogja osztani egymással az edzéseken tapasztaltakat, így tehát a Fazekasokhoz kerülhetnek majd tehetséges játékosok. Erre megvan az esély, hiszen Texast tartják az amerikai tehetségek melegágyának.

## Sikerlista
Championship
- Másodikként feljutó: 2007–08

Régi másodosztály
- Bajnok: 1932–33, 1962–63, 1992–93
- Rájátszásban feljutó: 2001–02

Harmadosztály, északi csoport
- Bajnok: 1926–27

Ligakupa
- Győztes: 1971–72
- Döntőben vesztes: 1962–63

Football League Trophy
- Győztes: 1991–92, 1999–2000

Watney-kupa
- Győztes: 1973

Isle of Man Trophy
- Győztes: 1988, 1992, 1993

Johnston Paint Trophy
- Győztes: 1992, 2000

## Rekordok
Nézőcsúcsok:
- 51,130 (Victoria Ground), az Arsenal ellen, 1937. március 29.
- Körülbelül 52,000 a Real Madrid elleni 100 éves évfordulón (1963)
- 28,218 (Britannia Stadium), az Everton ellen, 2002. január 5.

Legjobb helyezések, legnagyobb győzelmek és vereségek:
- Legjobb szezonvégi helyezés: 4. a régi élvonalban (1947)
- Legnagyobb bajnoki győzelem: 10–3 a West Bromwich Albion ellen (1937)
- Legnagyobb bajnoki vereség: 0–10 a Preston North End ellen (1889)

## Játékoskeret
2019. május 4-én lett frissítve:
| Mezszám       | Név                | Nemzet    | Posztok     | Szül. év (kor)                 | Megjegyzés:                                                       |         |         |         |         |
| Kapusok       | Kapusok            | Kapusok   | Kapusok     | Kapusok                        | Kapusok                                                           | Kapusok | Kapusok | Kapusok | Kapusok |
| ------------- | ------------------ | --------- | ----------- | ------------------------------ | ----------------------------------------------------------------- | ------- | ------- | ------- | ------- |
| 1             | Jack Butland       | angol     | kapus       | 1993. március 10. (32 éves)    |                                                                   |         |         |         |         |
| 29            | Jakob Haugaard     | dán       | kapus       | 1992. május 1. (32 éves)       |                                                                   |         |         |         |         |
| 32            | Adam Federici      | ausztrál  | kapus       | 1985. január 31. (40 éves)     |                                                                   |         |         |         |         |
| Hátvédek      |                    |           |             |                                |                                                                   |         |         |         |         |
| 2             | Moritz Bauer       | osztrák   | hátvéd      | 1992. január 25. (33 éves)     |                                                                   |         |         |         |         |
| 5             | Ashley Williams    | walesi    | hátvéd      | 1984. augusztus 23. (40 éves)  | kölcsönben az Evertontól                                          |         |         |         |         |
| 12            | Josh Tymon         | angol     | hátvéd      | 1999. május 22. (25 éves)      |                                                                   |         |         |         |         |
| 14            | Danny Batth        | angol     | hátvéd      | 1990. szeptember 21. (34 éves) |                                                                   |         |         |         |         |
| 15            | Bruno Martins Indi | holland   | hátvéd      | 1992. február 8. (33 éves)     |                                                                   |         |         |         |         |
| 17            | Ryan Shawcross     | angol     | hátvéd      | 1987. október 4. (37 éves)     | Csapatkapitány                                                    |         |         |         |         |
| 30            | Tom Edwards        | angol     | hátvéd      | 1999. január 22. (26 éves)     |                                                                   |         |         |         |         |
| 37            | Nathan Collins     | ír        | hátvéd      | 2001. április 30. (23 éves)    |                                                                   |         |         |         |         |
| Középpályások |                    |           |             |                                |                                                                   |         |         |         |         |
| 4             | Joe Allen          | walesi    | középpályás | 1990. április 14. (34 éves)    |                                                                   |         |         |         |         |
| 7             | Tom Ince           | angol     | középpályás | 1992. január 30. (33 éves)     |                                                                   |         |         |         |         |
| 8             | Oghenekaro Etebo   | nigériai  | középpályás | 1995. november 9. (29 éves)    |                                                                   |         |         |         |         |
| 11            | James McClean      | ír        | középpályás | 1989. április 22. (35 éves)    |                                                                   |         |         |         |         |
| 16            | Charlie Adam       | skót      | középpályás | 1985. december 10. (39 éves)   |                                                                   |         |         |         |         |
| 22            | Sam Clucas         | angol     | középpályás | 1990. szeptember 25. (34 éves) |                                                                   |         |         |         |         |
| 24            | Darren Fletcher    | skót      | középpályás | 1984. február 1. (41 éves)     |                                                                   |         |         |         |         |
| 31            | Thibaud Verlinden  | belga     | középpályás | 1999. július 9. (25 éves)      |                                                                   |         |         |         |         |
| 33            | Lasse Sørensen     | dán       | középpályás | 1999. október 21. (25 éves)    |                                                                   |         |         |         |         |
| 38            | Ryan Woods         | angol     | középpályás | 1993. december 13. (31 éves)   |                                                                   |         |         |         |         |
| Csatárok      |                    |           |             |                                |                                                                   |         |         |         |         |
| 9             | Benik Afobe        | Kongói    | csatár      | 1993. február 12. (32 éves)    | angol születésű, de 2017-től a felnőtt kongói DK válogatott tagja |         |         |         |         |
| 10            | Sam Vokes          | walesi    | csatár      | 1989. október 21. (35 éves)    |                                                                   |         |         |         |         |
| 18            | Mame Biram Diouf   | szenegáli | csatár      | 1987. december 16. (37 éves)   |                                                                   |         |         |         |         |
| 19            | Saido Berahino     | ír        | csatár      | 1993. augusztus 4. (31 éves)   | angol születésű, de 2018-tól a felnőtt Burundi válogatott tagjai  |         |         |         |         |
| 27            | Bojan Krkić        | spanyol   | csatár      | 1990. augusztus 28. (34 éves)  | apai ágon szerb származású is                                     |         |         |         |         |

## Híres játékosok
- Sir Stanley Matthews
- Sir Geoff Hurst
- Gordon Banks (legtöbb válogatottság, 73)
- Peter Shilton
- Alan Hudson
- Peter Dobing (a Ligakupa-győztes csapat kapitánya)
- Alan Bloor
- Alan Dodd
- Jimmy Greenhoff
- Terry Conroy
- Adrian Heath
- John Ritchie (legtöbb gól szerzője, 171 gól a ligában és a kupában)
- Freddie Steele (a ligában a legtöbb gól szerzője)
- Eric Skeels (legtöbb mérkőzés, 575)
- Neil Franklin
- Mike Pejic
- Paul Maguire
- George Berry
- John Mahoney
- Leigh Richmond Roose (a 20. század elején védő kapus)
- Frank Soo (az első színes bőrű az angoloknál)
- George Eastham
- Frank Bowyer
- Denis Smith
- Garth Crooks
- Mark Stein
- Mike Sheron
- Peter Hoekstra
- Ed de Goey
- Peter Crouch

## Menedzserek a kezdetektől napjainkig
- Thomas Slaney (1874. aug. – 1883. jún.)
- Walter Cox (1883. jún. – 1884. ápr.)
- Harry Lockett (1884. ápr. – 1890. aug.)
- Joseph Bradshaw (1890. aug. – 1892. jan.)
- Arthur Reeves (1892. jan. – 1895. máj.)
- William Rowley (1895. máj. – 1897. szept.)
- Horace Austerberry (1897. szept. – 1908. már.)
- Alfred Barker (1908. máj. – 1914.jún.)
- Peter Hodge (1914. jún. – 1915. ápr.)
- Joe Schofield (1915. ápr. – 1919. feb.)
- Arthur Shallcross (1919. feb. – 1923. már.)
- John Rutherford (1923. már. – 1923. ápr.)
- Tom Mather (1923. okt. – 1935. jún.)
- Bob McGrory (1935. jún. – 1952. máj.)
- Frank Taylor (1952. jún. – 1960. jún.)
- Tony Waddington (1960. jún. – 1977. feb.)
- George Eastham (1977. feb. – 1978. jan.)
- Alan A’Court (1978. jan.)
- Alan Durban (1978. feb. – 1981. jún.)
- Richie Barker (1981. jún. – 1983. dec.)
- Bill Asprey (1983. dec. – 1985. ápr.)
- Tony Lacey (1985. ápr.)
- Mick Mills (1985. máj. – 1989. nov.)
- Alan Ball (1989. nov. – 1991. feb.)
- Graham Paddon (1991. feb. – 1991. máj.)
- Lou Macari (1991. máj. – 1993. okt.)
- Joe Jordan (1993. nov. – 1994. szept.)
- Asa Hartford (1994. szept.)
- Lou Macari (1994. okt. – 1997. júl.)
- Chic Bates (1997. júl. – 1998. jan.)
- Chris Kamara (1998.jan. – 1998. ápr.)
- Alan Durban (1998. ápr. – 1998. jún.)
- Brian Little (1998. jún. – 1999. jún.)
- Gary Megson (1999. júl. – 1999. nov.)
- Gudjon Thordarson (1999. nov. – 2002. máj.)
- Steve Cotterill (2002. máj. – 2002. okt.)
- Dave Kevan (2002. okt.)
- Tony Pulis (2002. nov. – 2005. jún.)
- Johan Boskamp (2005. jún. – 2006. máj.)
- Tony Pulis (2006. jún. – 2013. máj.)
- Mark Hughes (2013. máj. – 2018 jan.)
- Eddie Niedzwiecki (2018 jan.)
- Paul Lambert (2018 jan. – 2018. máj.)
- Gary Rowett (2018 máj. – 2018. máj.)
- Nathan Jones (2019 jan. –)